# Kiss Kiss Kiss (Beni)
Kiss Kiss Kiss è un brano musicale della cantante giapponese j-pop Beni, pubblicato come secondo singolo estratto dall'album Bitter & Sweet l'8 aprile 2009. Il singolo è arrivato sino alla quarantesima posizione della classifica Oricon dei singoli più venduti in Giappone, vendendo circa 3 963 copie. Il brano è stato usato come sigla finale delle trasmissioni Ryuuha-R e JAPAN COUNTDOWN, trasmesse da TV Tokyo e di Ageten, trasmessa da THK.

## Tracce
CD Singolo UPCH-80123
1. Kiss Kiss Kiss
2. Signal
3. Mou Nido to... DJ HASEBE REMIX (もう二度と・・・)
4. Kiss Kiss Kiss (Instrumental)

Durata totale: 16:23

## Classifiche
| Classifica (2009) | Posizione più alta |
| ----------------- | ------------------ |
| Giappone (Oricon) | 40                 |